# Calpodes ethlius
Espèce
Calpodes ethlius est une espèce de lépidoptères (papillons).

## Répartition
Ce papillon est présent du sud des États-Unis, Amérique centrale et est de l'Amérique du Sud.

## Philatélie
Ce papillon figure sur une émission des timbres de 1994 (15 c.).